# Ariel (Literaturzeitschrift)
Ariel ist eine mehrsprachige Zeitschrift für Literatur und Kunst.

## Profil und Geschichte
Die in Würzburg erscheinende multilinguale Zeitschrift für Literatur und Kunst Ariel wurde 2020 von Amadé Esperer und Anita Tschirwitz konzipiert und entwickelt.
Sie erschien erstmals mit der Online-Ausgabe März/April 2020. Ariel erscheint vierteljährlich. Veröffentlicht werden schwerpunktmäßig Lyrik und fiktionale Prosa, aber auch Kulturessayistik sowie Rezensionen. Zudem präsentiert jede Ausgabe auch visuelle Kunst aus den Bereichen Malerei, Zeichnung und Kunstphotographie.
Der Name der Zeitschrift spielt auf das hebräische Wort für ‚Löwe‘ sowie die literarische Gestalt eines Luftgeistes bei Shakespeare, Pope und Goethe an. Ariel verleiht mit dem ‚Lyrik-Löwen‘ (‚Lyriclion‘) einen internationalen Preis für multilinguale Lyrik. In bestimmten Ausgaben werden Schwerpunktthemen bearbeitet.
Ariel ist die erste multilinguale Zeitschrift im deutschsprachigen Raum, die ein weites Spektrum von Dichtungs- und Literatursprachen, auch außereuropäischer Regionen, berücksichtigt. Sämtliche in Ariel publizierten Texte erscheinen sowohl in der muttersprachlichen Version als auch in einer englischen Übersetzung, häufig auch in weiteren Übersetzungen z. B. ins Deutsche, Französische und Spanische, wodurch eine weltweite Lesbarkeit ermöglicht werden soll.
Für Ariel arbeiten auf jedem Kontinent Mitherausgeber, die das aktuelle literarische Geschehen in ihren Regionen begleiten und z. T. als Autoren mit gestalten und vor allem Texte der Gegenwartsliteratur übersetzen und zur Veröffentlichung in Ariel vorschlagen.
Die Zeitschrift bietet Autoren und Lesern unterschiedlicher kultureller und sprachlicher Herkunft ein internationales Forum, um ihre Werke einem breiten Publikum bekannt zu machen und in Dialoge einzutreten. Ziel der Zeitschrift ist neben der Veröffentlichung von Texten zugleich die gelebte, künstlerische Globalisierung und Vernetzung von Autoren und kulturellen Diskursen.
Zu den publizierten Autoren gehören u. a.:
Jehuda Amichai (Israel), Ayo Ayoola-Amale (Nigeria), Kai Bleifuß (Deutschland), Alessandra Brisotto (Italien), Amadé Esperer (Deutschland), Adrien Finck (Frankreich), Norman Franke (Neuseeland), Julia C. Graney (USA), Josef Hrubýwas (Tschechien), Vyacheslav Konoval (Ukraine), Elizaizaveta Kuryanovich (Russland), Sława Lisiecka (Polen), Zdeněk Mareček (Tschechien), Halyna Petrosanyak (Ukraine, Schweiz), José Luis Gómez Toré (Spanien), Verica Tričković (Mazedonien).
Zu den internationalen Mitherausgebern gehören (Stand 2023):
Ayo Ayoola-Amal (Nigeria), Azam Abidov (Uzbekistan), Renato Sandoval Bacigalupo (Peru), Kai Bleifuß (Deutschland), Alessandra Brisotto (Italien), Iana Bukova (Bulgarien), Michael Eskin (USA), Norman Franke (Australien u. Neuseeland), Julia C. Graney (USA), Jack Hirshman (USA), Doris Kareva (Estland), Yitzhak Laor (Israel), Reinhard Lechner (Österreich), Rati Saksena (Indien), Nese Yasin (Zypern).